# Ryder Cup 2016
Der 41. Ryder Cup wurde vom 27. September bis 2. Oktober 2016 auf dem Hazeltine National Golf Club in Chaska, Minnesota ausgetragen. Die europäischen Titelverteidiger aus dem Jahr 2014 traten unter der Führung ihres Captains Darren Clarke gegen die Gastgeber aus den USA unter Captain Davis Love III an.

## Club/Platz

### Hazeltine National Golf Club
Der Hazeltine National Golf Club war in den Jahren 2002 & 2009 bereits Austragungsort der PGA Championship.
Der Par-72-Platz ist von den Championship-Abschlägen mit 7628 Yards vermessen. Für den Ryder Cup wurde die sonst übliche Spielreihenfolge der Löcher geändert. Als Front-Nine wurden die Löcher 1–4 und 14–18 als Back-Nine die Löcher 10–13 und 5–9 gespielt.

### Scorekarte
| Hole  | 1   | 2   | 3   | 4   | 5   | 6   | 7   | 8   | 9   | Out   | 10  | 11  | 12  | 13  | 14  | 15  | 16  | 17  | 18  | In    | Total |
| ----- | --- | --- | --- | --- | --- | --- | --- | --- | --- | ----- | --- | --- | --- | --- | --- | --- | --- | --- | --- | ----- | ----- |
| Yards | 442 | 429 | 633 | 210 | 352 | 642 | 402 | 186 | 475 | 3,771 | 452 | 606 | 518 | 248 | 448 | 405 | 572 | 176 | 432 | 3,857 | 7,628 |
| Par   | 4   | 4   | 5   | 3   | 4   | 5   | 4   | 3   | 4   | 36    | 4   | 5   | 4   | 3   | 4   | 4   | 5   | 3   | 4   | 36    | 72    |

## Teams

### USA
Startberechtigt für das US-amerikanische Team waren die 8 führenden Golfer der PGA-Geldrangliste. Ergänzt wurden diese mit vier von Captain Davis Love III ausgesuchten Spielern (Captain’s Picks). Als Assistenten (Vice Captains) nominierte Davis Love die früheren Ryder-Cup-Spieler Jim Furyk, Tom Lehman, Steve Stricker, Tiger Woods und Bubba Watson.  Für Davis Love war es nach 2012 bereits die zweite Berufung als Captain der US Mannschaft.

### Europa
Das europäische Team wurde aus den vier bzw. fünf besten Profis der europäischen und der Welt-Geldrangliste gebildet. Für einen auf beiden Ranglisten qualifizierten Spieler wäre jeweils der nächste bestqualifizierte der Welt-Geldrangliste nachgerückt.
Für Darren Clarke war es die erste Berufung als Team-Captain. Als Vice Captains nominierte er Thomas Bjørn, Padraig Harrington, Paul Lawrie, Ian Poulter und Sam Torrance.

### Mannschaften
| Vereinigte Staaten |       |        |
| Spieler            | Alter | Anz. B |
| Davis Love III (C) | 52    | 6 (2)  |
| Dustin Johnson     | 32    | 3      |
| Zach Johnson       | 40    | 5      |
| Brooks Koepka      | 26    | 1      |
| Phil Mickelson     | 46    | 11     |
| Patrick Reed       | 26    | 2      |
| Brandt Snedeker    | 35    | 2      |
| Jordan Spieth      | 23    | 2      |
| Jimmy Walker       | 37    | 2      |
| Rickie Fowler (CP) | 27    | 3      |
| J.B. Holmes (CP)   | 34    | 2      |
| Matt Kuchar (CP)   | 38    | 4      |
| Ryan Moore (CP)    | 33    | 1      |

| Europa               |             |       |        |
| Spieler              | Nat.        | Alter | Anz. B |
| Darren Clarke (C)    | Nordirland  | 48    | 6 (1)  |
| Rafael Cabrera-Bello | Spanien     | 32    | 1      |
| Rory McIlroy         | Nordirland  | 27    | 4      |
| Henrik Stenson       | Schweden    | 40    | 4      |
| Sergio García        | Spanien     | 36    | 8      |
| Justin Rose          | England     | 36    | 4      |
| Matthew Fitzpatrick  | England     | 22    | 1      |
| Andy Sullivan        | England     | 29    | 1      |
| Danny Willett        | England     | 28    | 1      |
| Chris Wood           | England     | 28    | 1      |
| Lee Westwood (CP)    | England     | 43    | 10     |
| Martin Kaymer (CP)   | Deutschland | 31    | 4      |
| Thomas Pieters (CP)  | Belgien     | 24    | 1      |

(C) = Captain (non Playing)

(CP) = Captain Pick/Wildcard

Anz. B = Anzahl Team Berufungen als Spieler (inkl. 2016) ; (X) „non playing“ Captain Berufungen)

## Modus/Spielergebnisse
Insgesamt wurden 28 Partien im Matchplay Modus ausgetragen. Jeweils vier Foursome am Freitag- und Samstagmorgen, am Nachmittag wurden  je vier Fourball Partien gespielt. Am Schlusstag folgten traditionell die zwölf Einzelmatches. Ob zuerst die Fourballs oder die Foursomes gespielt werden, wird dabei jeweils vom Captain der gastgebenden Mannschaft bestimmt.

### Freitag „Session 1“
| Foursome            |         |                    |
| Spieler             | Score   | Spieler            |
| Spieth / Reed       | 3 & 2   | Rose / Stenson     |
| Mickelson / Fowler  | 1Up     | McIlroy / Sullivan |
| Walker / Z. Johnson | 4 & 2   | Garcia / Kaymer    |
| D. Johnson / Kuchar | 5 & 4   | Westwood / Pieters |
| 4                   | Session | 0                  |
| 4                   | Gesamt  | 0                  |

| Fourball           |         |                        |
| Spieler            | Score   | Spieler                |
| Spieth / Reed      | 5 & 4   | Rose / Stenson         |
| Holmes / Moore     | 3 & 2   | Garcia / Cabrera-Bello |
| Snedeker / Koepka  | 5 & 4   | Kaymer / Willett       |
| D.Johnson / Kuchar | 3 & 2   | McIlroy / Pieters      |
| 1                  | Session | 3                      |
| 5                  | Gesamt  | 3                      |

### Samstag „Session 2“
| Foursome           |         |                        |
| Spieler            | Score   | Spieler                |
| Fowler / Mickelson | 4 & 2   | McIlroy / Pieters      |
| Snedeker / Koepka  | 3 & 2   | Stenson / Fitzpatrick  |
| Walker / Z.Johnson | 1Up     | Rose / Wood            |
| Reed / Spieth      | ½ - ½   | Garcia / Cabrera-Bello |
| 1½                 | Session | 2½                     |
| 6½                 | Gesamt  | 5½                     |

| Fourball           |         |                    |
| Spieler            | Score   | Spieler            |
| Koepka / D.Johnson | 3 & 1   | McIlroy / Pieters  |
| Holmes / Moore     | 1Up     | Willett / Westwood |
| Mickelson / Kuchar | 2 & 1   | Kaymer / Garcia    |
| Reed / Spieth      | 2 & 1   | Rose / Stenson     |
| 3                  | Session | 1                  |
| 9½                 | Gesamt  | 6½                 |

### Sonntag „Session 3“
| Einzel          |         |                      |
| Spieler         | Score   | Spieler              |
| Patrick Reed    | 1Up     | Rory McIlroy         |
| Jordan Spieth   | 3 & 2   | Henrik Stenson       |
| J.B.Holmes      | 3 & 2   | Thomas Pieters       |
| Rickie Fowler   | 1Up     | Justin Rose          |
| Jimmy Walker    | 3 & 2   | Rafael Cabrera-Bello |
| Phil Mickelson  | ½ - ½   | Sergio Garcia        |
| Ryan Moore      | 1Up     | Lee Westwood         |
| Brandt Snedeker | 3 & 1   | Andy Sullivan        |
| Dustin Johnson  | 1Up     | Chris Wood           |
| Brooks Koepka   | 6 & 4   | Danny Willett        |
| Matt Kuchar     | 1Up     | Martin Kaymer        |
| Zach Johnson    | 4 & 3   | Matthew Fitzpatrick  |
| 7 ½             | Session | 4 ½                  |
| 17              | Gesamt  | 11                   |

## Endergebnis
17 : 11  